# Augsburger Dult

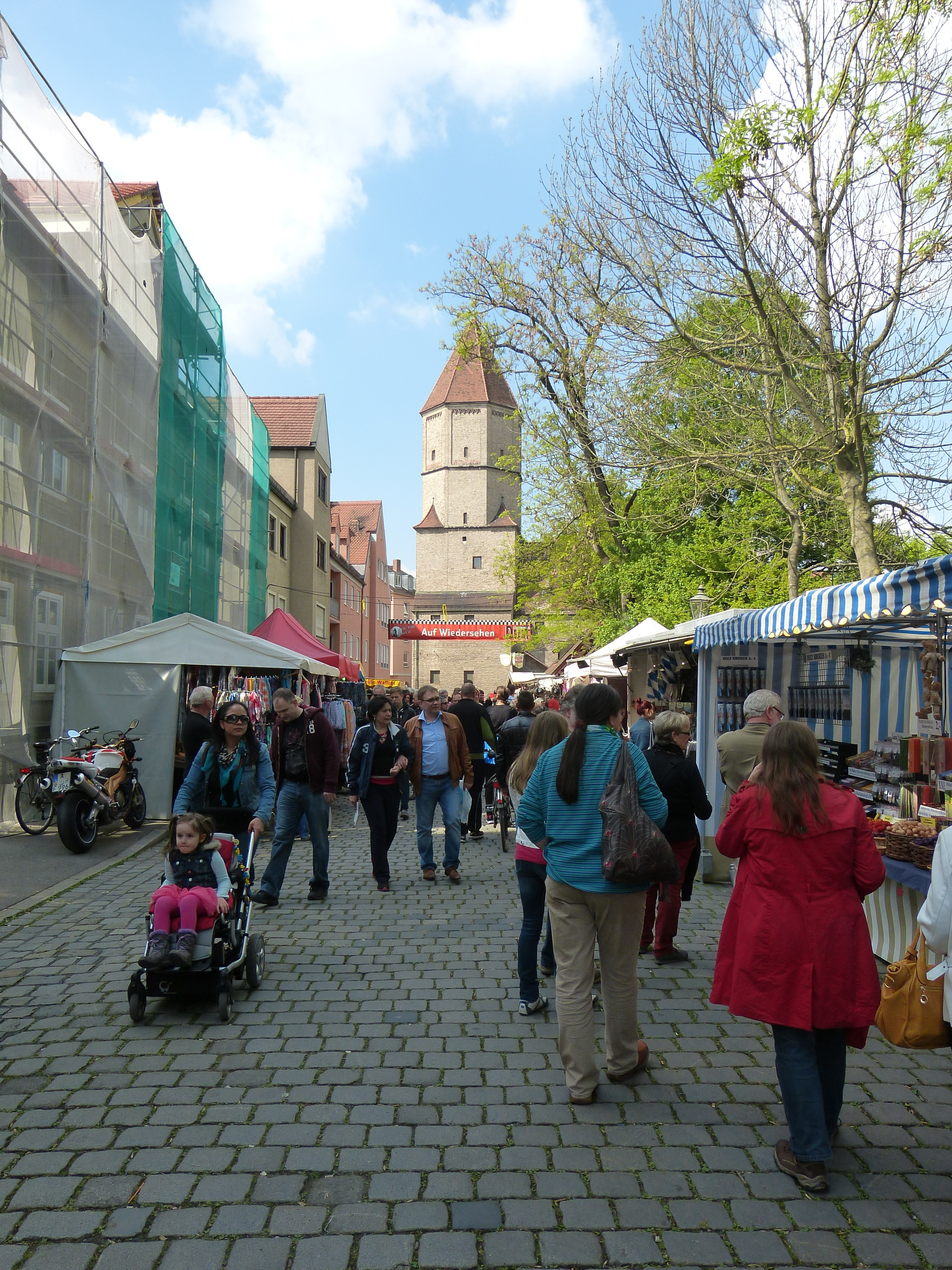
Die Frühjahrsdult 2014, im Hintergrund das Jakobertor

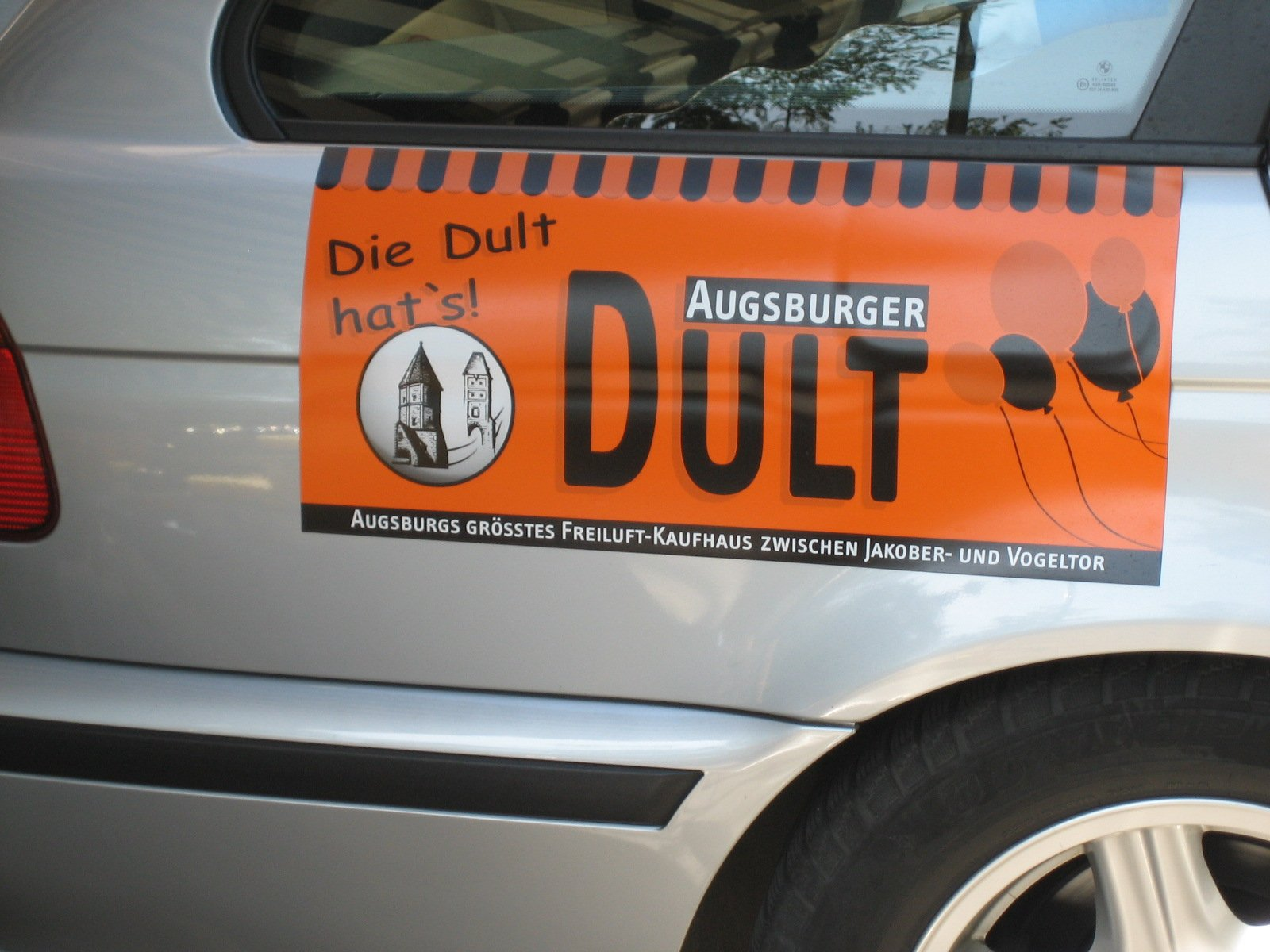
Aufkleber „Augsburger Dult“

Die Augsburger Dult ist ein traditioneller Jahrmarkt. Sie wird zweimal jährlich im Straßenzug zwischen Vogeltor und Jakobertor in der Jakobervorstadt abgehalten. Die erste Dult des Jahres wird als Georgidult veranstaltet und am Karsamstag eröffnet. Im Herbst beginnt um den Michaelistag (29. September) herum die Michaelidult. Beide Märkte haben eine bis mindestens in das Jahr 1276 zurückreichende Tradition.

## Geschichte
Dem Augsburger Geschichtsschreiber Paul von Stetten zufolge gab es bereits im Jahr 967 einen Jahrmarkt in Augsburg. Kaiser Otto I. befand sich auf Durchreise in der Stadt und blieb daselbst so lang, als der Jahr-Marckt, so um Michaelis gehalten wird, gewähret. Eine kaiserliche Urkunde aus dem Jahr 1030 ist das früheste Dokument über Augsburger Jahrmärkte. Das Marktrecht einer Osterdult als Tuchmesse wird im Augsburger Stadtrecht von 1276 erwähnt. Als „Sankt Michels Messe“ ist dort gleichfalls die Herbstdult aufgeführt.
Jahrmärkte fanden bis in das 19. Jahrhundert hinein im Stadtzentrum statt. Erst recht nach Abbruch des reichsstädtischen Siegelhauses im Jahr 1809 bot die Maximilianstraße samt den angrenzenden Seitenstraßen zuletzt Flächen zur Aufstellung von Verkaufsständen beziehungsweise Buden, deren Aufstellung die Stadt übernahm und dann gegen Gebühr vermietete. Ein Versuch, die Jahrmärkte auf dem Fronhof zu platzieren, scheiterte.
Aus dem Jahr 1373 ist bekannt, dass Tuche aus Brüssel, Mechelen und Löwen sowie dem Rheinland auf Käufer harrten. 1556 waren Stoffe aus London und Böhmen, aber auch dem unweit entfernten Günzburg und Eichstätt zu erwerben. Auf der Dult waren Sachen aus der Umgebung wie aus dem Fernhandel erhältlich. Hafner aus nahen Töpferstädten wie Aichach und Friedberg transportierten zur Dultzeit mehr Waren als sonst in die Freie Reichsstadt. 1788 fand die Georgidult nur eine Woche lang statt, dafür war die Michaelidult auf drei Wochen ausgedehnt. Die Hafner mit ihren Waren erhielten ab 1815 den Oberen Graben als ihren Dultstandort zugewiesen. Im Jahr 1883 wurde zuerst die Michaelidult und im Jahr 1885 auch die Georgidult in die Jakobervorstadt verlegt. Ursache waren verkehrstechnische Überlegungen im Zusammenhang mit dem Straßenbahnbetrieb, der Verkehrsfläche benötigte. Die Buden standen noch in den 1930er Jahren in der Jakoberstraße.
In der Weimarer Zeit erfolgte 1926 eine Drittelung der Dult. Die Buden in der Jakoberstraße blieben den Anbietern von Kleidung, Blechwaren, Spielzeug und Süßigkeiten reserviert. Am Oberen Graben konnte man Geschirr aller Art, Porzellan, Emailerzeugnisse und irdene Waren kaufen. Drittes Dultelement waren schließlich Buden und Schragenstände (Marktstände mit schragenförmigem Aufbau) am heutigen Standort für die sonst angebotenen Sortimente. Dann gab es 1939 eine Bündelung im ruhigeren Straßenzug Obere Jakobermauer/Vogelmauer, um sowohl Behinderungen des wachsenden Fahrzeugverkehrs wie der Tram auszuschließen als auch zur Gefahrenvermeidung für das Publikum.
Die Dulten boten den Menschen aus der Stadt und dem Umland in allen Jahren Versorgung mit benötigten Gegenständen, für den Markt beschafft von ortsansässigen Händlern sowie Fieranten. So verkauften etwa schon im 17. Jahrhundert „Savoyer“ auf der Dult Brillen. Auf diesem Vertriebsweg wurden im 19. Jahrhundert weiter beispielsweise Fernrohre, Lupen, Mikroskope oder Barometer angeboten. Anreisenden vermietete zur Dultzeit der eine oder andere örtliche Hauseigentümer Räumlichkeiten.
Die Dultdauer variierte in der Rückschau mehrere Male. Im Jahr 1831 dauerten beide Dulten jeweils vierzehn Tage. Die Osterdult begann acht Tage nach Ostern, die Michaelidult am gleichnamigen Tag. Später wurden die Dulten auf jeweils neun Tage verkürzt. Bis einschließlich 1985 begann die neuntägige Osterdult am Samstag nach Ostern. Im Jahr 1986 wurde der Markt erstmals auf sechzehn Tage auf Wunsch der Markthändler verlängert.

## Gegenwart

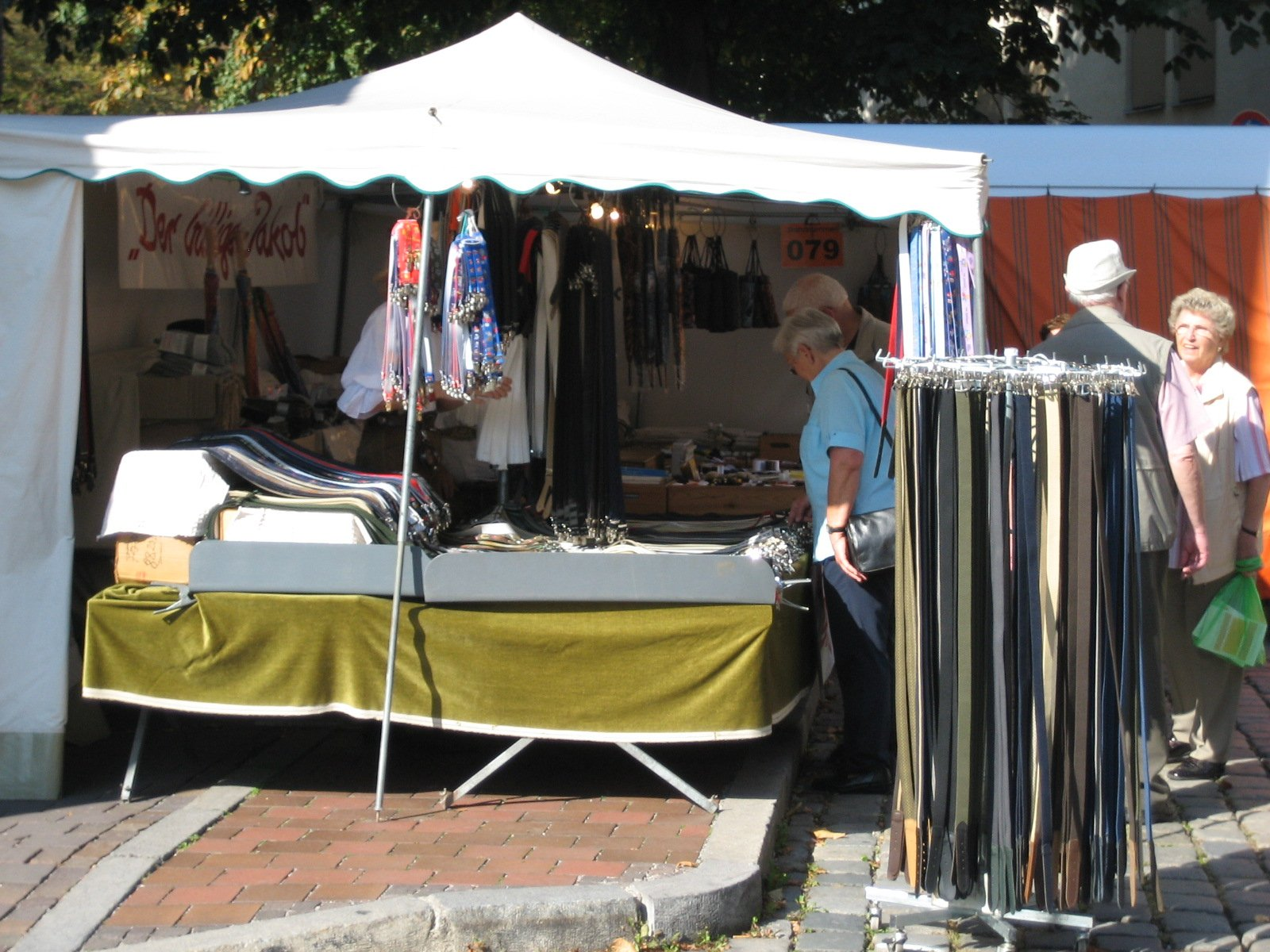
Der „Billige Jakob“ am Vogeltor

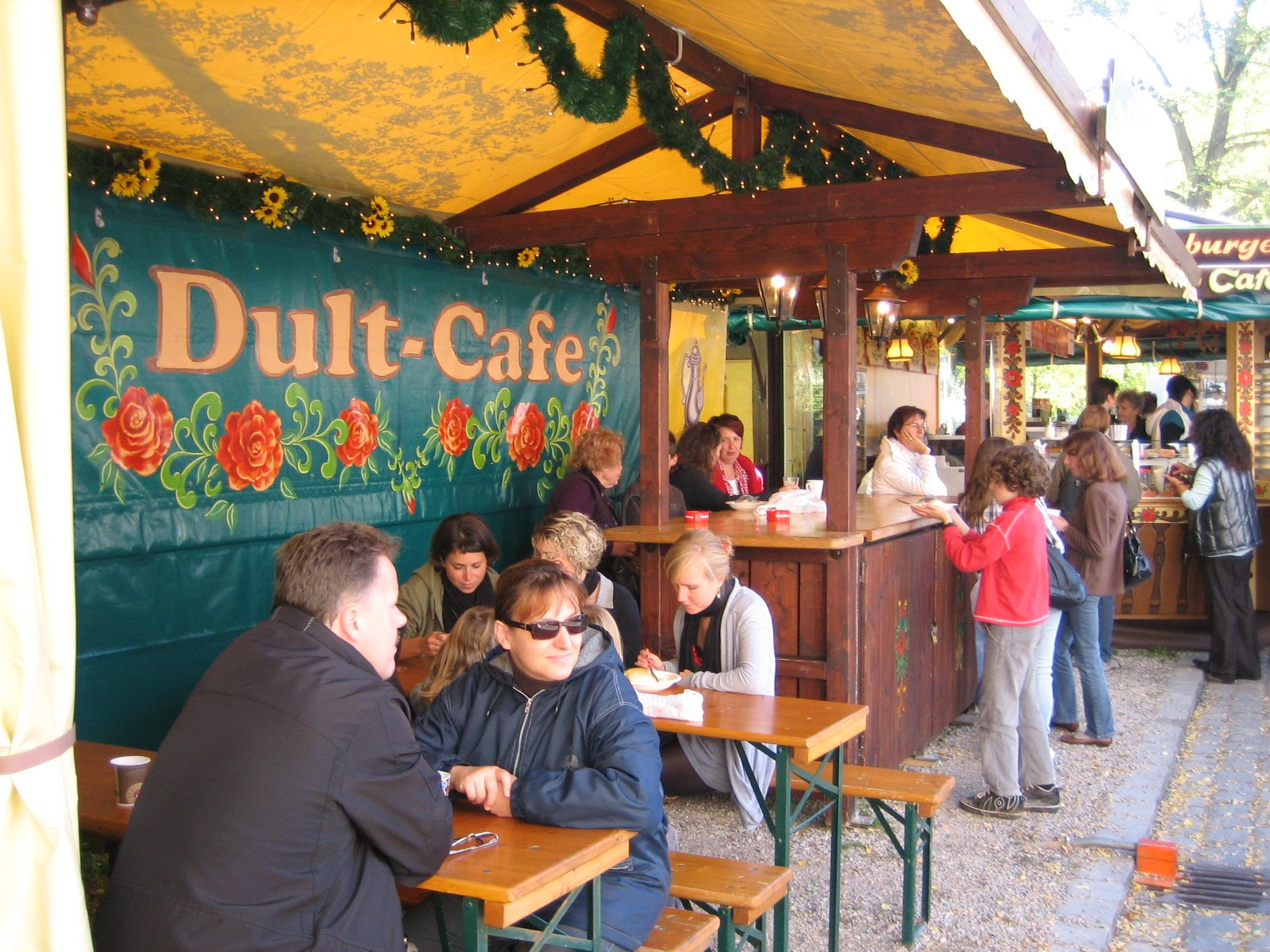
Das „Dult Cafe“

In Augsburg werden unverändert zwei Dulten veranstaltet, eine im Frühjahr, die andere im Herbst. Das angebotene Sortiment ähnelt sich jeweils, doch das die Veranstaltungen überwachende Marktamt ist im Rahmen der Platzvergabe an Abwechslung in den Angeboten interessiert. Es gibt rund 130 Plätze für feste Buden oder Verkaufsstände. Die Marktbeschicker haben keinen Anspruch auf einen festen Stellplatz. Gleichwohl bieten einige wenige, am selben Standort befindliche Stände dem Publikum regelmäßig eine Orientierung. So etwa der Billige Jakob am Vogeltor, ein Gardinenverkäufer nahe der Straßeneinmündung „Auf dem Plätzchen“, ein Kräuterstand, der Pfannenverkäufer unweit des Jakobertors oder der heutzutage kleiner gewordene Geschirrmarkt auf der zum Stadtgraben liegenden Straßenseite.
Die Werbung verspricht, dass es auf dem sich über mehr als einen Kilometer hinziehenden „längsten Freiluftkaufhaus“ quasi alles gebe, auch Dinge, die man sonst nirgendwo erhalte. Über Koch- und Essgeschirr, Essbesteck, Keramik, Haushaltszubehör aller Art, Naturheilmittel, Gewürze und Kräutertees oder Textilem von der Joppe bis zur Socke gibt es auch Uhren und Schmuck, Spielzeug, Stores oder antiquarische und preiswerte Bücher. Mehrere Imbissstände sorgen für die Verköstigung. Zuckerwatte, gebrannte Mandeln oder Türkischer Honig werden angeboten. Ein Holzofenbäcker verkauft seine Produkte. Auf marktschreierische Weise versuchen Budenbetreiber ihre Waren anzupreisen. Kochvorführungen ziehen Interessierte an. 
Geöffnet hat die Dult gewöhnlich täglich von 10.00 bis 19.00 Uhr, doch kann es Abweichungen geben, die das städtische Marktamt festlegt. Vor Taschendieben wird gewarnt. Schon das „Wochenblatt für das christliche Volk“ im Jahr 1863 von einem Schäffler aus der Umlandgemeinde Großaitingen, der wegen Kleiderdiebstahls bei zwei Dultständen und weiteren Delikten zu sechs Monaten Haft verurteilt wurde.

### Osterdult im Frühjahr
Die Osterdult dauert vierzehn Tage. Zwischen 80.000 und 100.000 Menschen suchen sie auf. Im Jahr 2007 bewarben sich 247 Kaufleute, von denen 133 zum Zuge kamen. Ein Drittel der Händler stammte aus Augsburg und seiner Region, zwei Drittel aus dem übrigen Bayern. Da Ostern ein bewegliches Fest ist, weil der Frühlingsvollmond das Osterdatum bestimmt, kommt es vor, dass für diese Dult synonym der Bezeichnung Georgidult verwendet wird. Dies geschieht dann, wenn der Georgstag (23. April) einen engen Bezug zur Dult zulässt. Die Öffnungszeit wurde im Jahr 2008 auf 10 bis 19 Uhr erweitert. Die größere Bedeutung wurde seit jeher der Frühjahrsdult beigemessen, weil sie den Saisonauftakt für die Händler markierte.

### Michaelidult im Herbst
Die Michaelidult dauert neun Tage und beginnt jährlich am Samstag nach dem 27. September. Je nach Witterung wird sie in dieser Zeit von insgesamt etwa 60–80.000 Menschen aufgesucht. Im Jahr 2011 hatten sich 253 Markthändler um einen Platz bei der Herbstdult beworben, von denen 138 vom Marktamt zugelassen wurden. Einige Kaufleute waren schon seit über 30 Jahren auf der Dult vertreten.

### Organisatorisches
Für das Abhalten der Märkte gilt eine städtische Satzung. Die Marktbeschicker müssen sich anmelden. Wenn sie einen der zur Verfügung stehenden Plätze erhalten, werden dafür Standgebühren verlangt. Für die Anwohner am Straßenzug, die dort Stellplätze für das Bewohnerparken vorfinden, werden zur Dultzeit andernorts Ersatzflächen ausgewiesen. Durchgangsverkehr ist zur Dult am Straßenzug Obere Jakobermauer/Vogelmauer grundsätzlich untersagt. Besuchern wird vom Veranstalter das Benutzen öffentlicher Verkehrsmittel empfohlen, da Parkplätze knapp sind und auch ein nahe gelegenes Parkhaus eines Einkaufszentrums zu Spitzenzeiten stark frequentiert sein kann.

## Volksfest
Bis in das 19. Jahrhundert hinein verband sich mit der Dult auch das Erscheinen von Schaustellern in der Stadt. Spielleute hofften mit ihrer Musik auf Entgelte von den Besuchern. Artistische Kunststücke wurden präsentiert und Kuriosa oder Abnormitäten dargeboten. Im Jahr 1748 wurde in Augsburg ein Rhinozeros dem staunenden Publikum vorgeführt, das Johann Elias Ridinger in einem Kupferstich verewigte. Nahe der Maximilianstraße entwickelte sich in der Stadt allmählich in der Hallstraße und an der Hallhofmauer zur Dultzeit eine Vergnügungszone, auf der unter anderem Kleinkunstbühnen standen. Das lärmende Treiben wurde Anwohnern zu viel. Sie drängten den Magistrat auf andere Lösungen. Im Jahr 1878 wurde daher allen Lustbarkeiten auf dem Kleinen Exerzierplatz außerhalb der einstigen Stadtmauern eine neue Heimstatt geboten: Der Augsburger Plärrer entstand. Als Reminiszenz an jene historischen Volksfestzeiten ist heute auf den Märkten nur noch ein Kinderkarussell beim Vogeltor aufgestellt.